# Anax speratus
Anax speratus är en trollsländeart som beskrevs av Hagen 1867. Anax speratus ingår i släktet Anax och familjen mosaiktrollsländor. IUCN kategoriserar arten globalt som livskraftig. Inga underarter finns listade i Catalogue of Life.

## Bildgalleri

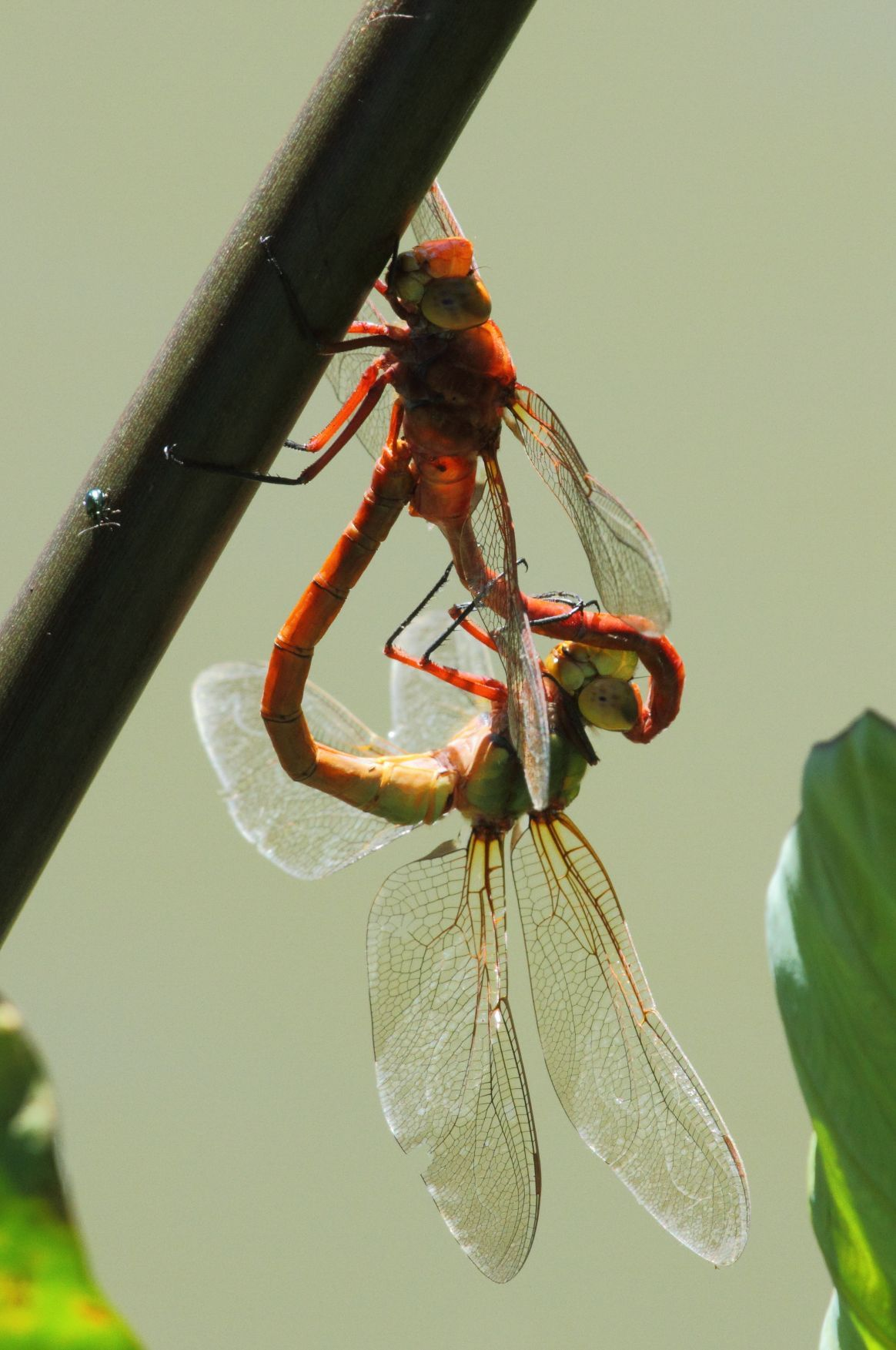